# The London Group

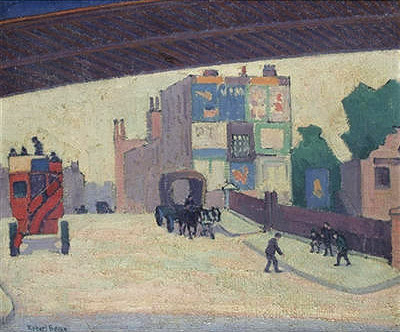
Robert Bevan, 1912–1913, Öl auf Leinwand, 51,5 × 61 cm, ausgestellt auf der ersten Ausstellung der London Group 1913

The London Group oder auch kurz London Group ist eine britische Künstlergruppe aus London, die im Jahr 1913 gegründet wurde. Sie stellte eine avantgardistische Opposition zur konservativen Royal Academy dar. Die Vereinigung ist weiterhin aktiv.

## Geschichte
Die Gruppe wurde im November 1913 von Mitgliedern der Camden Town Group sowie einigen weiteren Avantgardisten gegründet. Zu den Gründungsvätern zählen unter anderem David Bomberg, Henri Gaudier-Brzeska, Jacob Epstein, Charles Ginner, Spencer Gore, Percy Wyndham Lewis, John Nash, Christopher Nevinson und Edward Wadsworth. Harold Gilman wurde der erste Präsident der London Group. Aufgrund des Ersten Weltkrieges starben zahlreiche Anhänger, darunter Henri Gaudier-Brzeska und Spencer Gore, wiederum andere verließen die Vereinigung: Edward Wadsworth, Percy Wyndham Lewis sowie Jacob Epstein.
Die erste Ausstellung fand noch unter dem Namen der Camden Town Group zwischen den Jahren 1913/1914 in Brighton statt. Erst im Jahre 1914 trat die Gruppe in einer Schau selbstständig auf, unter dem Ausstellungstitel „The London Group-An Exhibition of the Work of English Post-Impressionists, Cubists and Others“. Bis 1930 fanden jeweils halbjährlich Ausstellungen statt, anschließend nur noch jährlich.
In den späteren 1910er Jahren gewann die Kunst der Bloomsbury Group innerhalb der London Group an Einfluss, indem die Künstler Roger Fry, Vanessa Bell und Duncan Grant eintraten. Weitere bedeutende Kunstschaffende, die sich in den 1920er Jahren der London Group anschlossen, waren Frank Dobson, Mark Gertler und Matthew Smith.
Ab 1930 fing die Plastik an, eine wichtigere Rolle in der Gruppe einzunehmen, bedingt durch den Eintritt wichtiger Bildhauer wie Henry Moore, Barbara Hepworth, Maurice Lambert und John Skeaping.
Obwohl die London Group eher avantgardistisch geprägt war, bot sie gegen Ende der 1930er Jahre auch Realisten der Euston Road School ein bedeutendes Forum.
Im Jahr 1964 richtete die Tate Gallery eine Jubiläumsausstellung unter dem Titel "London group: 1914-1964 jubilee exhibition. Fifty years of British art" aus. 1973 fand eine Ausstellung der London Group in der Whitechapel Art Gallery statt.

## Stil
Charakteristisch für die Gruppe war die vorherrschende Stilvielfalt. So lassen sich unterschiedlichste, teils auch entgegenstehende Kunstauffassungen ausmachen, wie der Kubismus, Vortizismus, aber auch Postimpressionismus. Trotz all dem wurde die Gruppe durch die gemeinsame "Rebellion" gegen die konservative Haltung der Royal Academy vereint.

## Präsidenten
| Präsident (in Klammern das Beitrittsjahr zur London Group)    | Dauer der Amtszeit                                             |
| ------------------------------------------------------------- | -------------------------------------------------------------- |
| Harold Gilman (Gründungsmitglied 1913)                        | 1914–1918                                                      |
| Robert Bevan (Gründungsmitglied 1913, Schatzmeister bis 1919) | 1918–1921 (Caretaker President)                                |
| Bernard Adeney (1913)                                         | 1921–1923 (Gründungsmitglied 1913)                             |
| Frank Dobson (1922)                                           | 1924–1926                                                      |
| Rupert Lee (1922)                                             | 1926–1936                                                      |
| H. S. Williamson (Harold Sandys) (1933)                       | 1937–1943 (Vorsitzender)                                       |
| Elliott Seabrooke (1920)                                      | Vermutlich gegen Ende des Zweiten Weltkriegs, 1943–1948        |
| Ruskin Spear (1940–43)                                        | 1948–1951                                                      |
| John Dodgson (1947)                                           | 1951–1952                                                      |
| Claude Rogers (1938)                                          | 1952–1966                                                      |
| Andrew Forge (1960)                                           | 1966–1971                                                      |
| Dorothy Mead (1960)                                           | 1971–1973                                                      |
| Neville Boden (1964)                                          | 1973–1977                                                      |
| Peter Donnelly (1973)                                         | 1977–1979                                                      |
| Stan Smith (1975)                                             | 1979–1993 (1979–81 period of reorganisation, evidence unclear) |
| Dennis Creffield (1962)                                       | 1983 (for 24 hours)                                            |
| Adrian Bartlett (1981)                                        | 1993–1995                                                      |
| Philippa Beale (1977)                                         | 1995–1998                                                      |
| Matthew Kolakowski (1990)                                     | 1998–2000                                                      |
| Peter Clossick (1999)                                         | 2000–2005                                                      |
| Philip Crozier (2001)                                         | 2005–2007                                                      |
| Susan Haire (2004)                                            | 2007 – heute                                                   |